# Флашинг-Медоуз
Фла́шинг-Ме́доуз — Коро́на-парк, (англ. Flushing Meadows–Corona Park) або просто Флашинг-Медоуз — громадський парк у Нью-Йорку,  розташований у північному Квінсі. У ньому розташовані: Національний тенісний центр Біллі Джин Кінга, де проводиться тенісний турнір Відкритий чемпіонат США з тенісу; Сіті-філд - домашня арена бейзбольної команди Нью-Йорк Метс; зал науки Нью-Йорка; музей мистецтв Квінсу; парковий театр Квінсу; зоопарк Квінсу та павільйон штату Нью-Йорк. У парку до 2009 року розміщувався стадіон Ши, збудований у 1964 році за сприяння Роберта Мозеса. Стадіон Ши був знесений для будівництва парковки для сусіднього нового стадіону Сіті-філд.
Флашинг-Медоуз був створений на місці всесвітньої виставки 1939 року в Нью-Йорку. Флашинг-Медоуз — четвертий за величиною громадський парк в Нью-Йорку, загальною площею 363 га. Він належить і обслуговується Нью-Йоркським відділом парків.
В середині 1930-х років територія, на якій нині розташований Флашинг-Медоуз, була обрана для проведення всесвітньої виставки 1939 року. Роботи з облагороджування території почалися в 1937 році під керуванням Роберта Мозеса, який також виступив ініціатор проведення виставки у Нью-Йорку. Серед побудованих до виставки споруд була будівля, в якій відбулися перші засідання ООН. Також в парку відбулася всесвітня виставка 1964 року. В рамках підготовки до неї були зведені такі споруди, як «Унісфера» і павільйон штату Нью-Йорк, які нині є архітектурними домінантами парку, а також зал науки Нью-Йорка і стадіон Луїса Армстронга. У 1997 році поруч зі стадіоном Луїса Армстронга був зведений стадіон Артура Еша місткістю 23 000 чоловік, який став найбільшим відкритим тенісним стадіоном в світі.